# Konstantinowsk
Konstantinowsk (ros. Константиновск)  – miasto w Rosji, administracyjne centrum Konstantinowskoego regionu w obwodzie rostowskim. Wcześniej - strona Konstantinowskaja. Ludności 18,7 tys. (2005).
Miasta jest położona na prawym brzegu rzeki Don, na 169 km od Rostowa. 

## Gospodarka
- chłodnie ryb
- produkcja materiałów budowlanych

## Mieszkańcy
W 2008 roku w mieście żyło 18 473 mieszkańców.

### Demografia
| rok  | mieszkańcy |
| ---- | ---------- |
| 1897 | 8.8        |
| 1959 | 10.7       |
| 1970 | 13.4       |
| 1979 | 16.1       |
| 1989 | 18.4       |
| 1992 | 18.4       |
| 1996 | 18.8       |
| 1998 | 18.7       |
| 2000 | 18.2       |
| 2001 | 18.0       |
| 2003 | 18.8       |
| 2004 | 20.0       |
| 2005 | 18.7       |
| 2006 | 18.6       |
| 2007 | 18.5       |
| 2008 | 18.5       |
| 2009 |            |

Mieszkańcy podani w tysiącach mieszkańców